# Wan Chai
Wan Chai of Wan Chai District is een van de 18 districten van Hongkong. Het ligt tussen Central and Western District en Eastern District in het noorden van Hongkong-eiland. Het had in 2001 een populatie van 167.146 mensen. Wan Chai is het enige district zonder sociale woningbouw. Wan Chai staat bekend om zijn stadssilhouet en spectaculaire avondverlichting tijdens Chinees nieuwjaar en Kerstmis.

## Openbaar vervoer
Wan Chai is bereikbaar via de ouderwetse dubbeldekstrams, dubbeldeksbussen, minibussen en met de Island Line. In Wan Chai zijn er twee stations, genaamd Wan Chai en Causeway bay. 